# بضائع مماثلة
بضائع مماثلة أو بضائع مثلية (بالإنجليزية:Fungibility) هي بضاعة متماثلة الصفات والخواص، تكون كل وحدة منها مماثلة للأخرى ويمكن استبدال الواحدة بالأخرى، مثل النفط، والقمح، وعصير البرتقال، والمعادن الثمينة كالذهب أو العملات.
أي تتسم البضاعة بتكافؤ وحداتها أو كمياتها. ولا تشمل البضاعة المماثلة استبدال بضاعة ببضاعة أخرى مختلفة عنها. بل أن العملية تنحصر في استبدال كمية من البضاعة بكمية أخرى من نفس النوع. ويمكن إجراء عمليات الشراء والبيع على هذا النسق. ويعتمد البيع والشراء في البورصة على استبدال البضاعة المماثلة.

## اقرأ أيضًا
- بيع فارغ
- تقدير السند
- سند شامل
- سند متسلسل
- درجة الملاءة
- أصول
- رأسمال
- عملة
- وديعة
- حجز مال المدين